# 朗格沃
朗格沃（法語：Ranguevaux，法語發音：[ʁɑ̃ɡvo]；洛林法兰克语：Rankler、Rankel；洛林语：Ranconvau、Ranconval）是法国摩泽尔省的一个市镇，位于该省西北部，属于蒂永维尔区。

## 历史
朗格沃曾于1972年并入市镇阿扬日。1987年，朗格沃脱离阿扬日，重新成为独立市镇。

## 地理
朗格沃（49°17'51"N, 6°3'20"E）面积10.17 平方千米，位于法国大東部大區摩泽尔省，该省份为法国东北部内陆省份，是洛林的一部分，西南接默尔特-摩泽尔省，东临下莱茵省，北与卢森堡和德国接壤。
与朗格沃接壤的市镇（或旧市镇、城区）包括：法梅克、阿扬日、大穆瓦约夫尔、小穆瓦约夫尔、讷夫谢夫、罗斯朗日、奥恩河畔维特里。
朗格沃的时区为UTC+01:00、UTC+02:00（夏令时）。

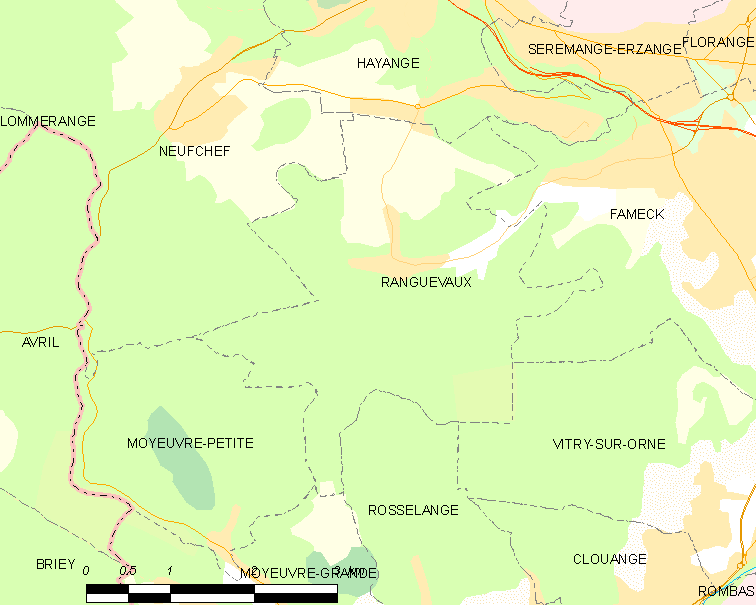
朗格沃的OSM定位图

## 行政
朗格沃的邮政编码为57700，INSEE市镇编码为57562。

## 政治
朗格沃所属的省级选区为阿扬日县。

## 人口

1962-2008年间朗格沃人口变化图示

朗格沃于2022年1月1日时的人口数量为901人。